# Oberea subteraurea
Oberea subteraurea là một loài bọ cánh cứng trong họ Cerambycidae.